# Pazzia dei Vailala
La Pazzia dei Vailala è stato un avvenimento legato ai Culti del cargo avvenuto in Papua Nuova Guinea. Può essere considerato uno dei più violenti esempi di Culti del cargo: alcune popolazioni indigene hanno bruciato le capanne dei loro villaggi, ucciso i loro animali e smesso di lavorare per dedicarsi all'attesa di navi o aerei da carico pieni di cibo, vestiti, armi ed altro. La convinzione che un carico di questi beni stesse per arrivare veniva dalla vasta quantità di materiale di guerra che fu paracadutata sopra quelle isole durante la campagna del Pacifico avvenuta contro l'Impero del Giappone. Il carico atteso veniva considerato come un dono da parte degli antenati.